# David Palffy
David Palffy, född 1969, är en kanadensisk skådespelare. Han är gift med Erica Durance.